# Walerian Kisieliński
Walerian Kisieliński (né le 1er mars 1907 à Brzezinka en Pologne et mort le 19 février 1988 à Varsovie) est un joueur de football polonais, qui a joué en tant qu'attaquant.